# WrestleMania 21
WrestleMania 21 a fost cea de-a douăzeci și una ediție a pay-per-view-ului WrestleMania organizat de World Wrestling Entertainment. A avut loc pe data de 3 aprilie 2005 în arena Staples Center din Los Angeles, California, fiind cea de-a cincea gală WrestleMania desfășurată în statul California (în același stat au mai avut loc WrestleMania 2, WrestleMania VII, WrestleMania XII și WrestleMania 2000).
Toate biletele pentru spectacol s-au vândut în mai puțin de un minut, WrestleMania 21 devenind astfel cel mai rapid vandabil eveniment din istoria companiei WWE și a arenei Staples Center. Încasările generate din vânzarea de bilete au fost de 2,4 milioane dolari, fiind până în prezent cel mai profitabil show organizat de WWE în statul California. WrestleMania 21 a stabilit de asemenea și un record de audiență pentru Staples Center, la eveniment participând 20,193 de spectatori din 14 țări și din 48 de state americane. Gala a fost televizată la nivel mondial, în peste 90 de țări.
Sloganul WrestleMania 21 a fost WrestleMania Goes Hollywood. Melodia oficială a evenimentului a fost "Bigtime" interpretată de formația The Soundtrack of Our Lives. Cea de-a doua melodie a evenimentului a fost piesa "Behind Those Eyes", interpretată de trupa 3 Doors Down.

## Rezultate

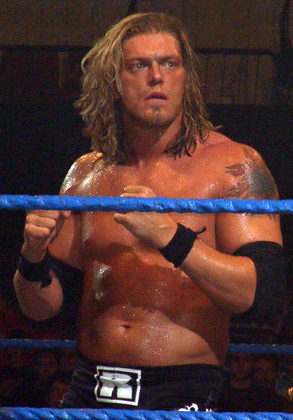
Edge, câştigător al primului meci Money in the Bank din istoria WrestleMania

- Dark match: Booker T a câștigat un Battle Royal la care au participat 30 de wrestleri: Paul London, Heidenreich, Spike Dudley, Nunzio, Funaki, Doug Basham, Danny Basham, Orlando Jordan, Mark Jindrak, Luther Reigns, Scotty 2 Hotty, Hardcore Holly, Charlie Haas, Billy Kidman, Akio din divizia SmackDown!  și Simon Dean, William Regal, Tajiri, Rob Conway, Sylvain Grenier, Snitsky, The Hurricane, Rosey, Chris Masters, Viscera, Rhyno, Val Venis, Tyson Tomko, Maven din divizia RAW (16:33)
  - Booker T a câștigat eliminându-l pe Chris Masters, ultimul wrestler rămas în ring.
- Rey Mysterio l-a învins pe Eddie Guerrero (12:39)
  - Mysterio a câștigat prin pinfall, după ce i-a aplicat lui Guerrero un Hurricanrana.
- Edge i-a învins pe Chris Jericho, Shelton Benjamin, Chris Benoit, Christian (însoțit de Tyson Tomko) și pe Kane în primul meci de tipul Money in the Bank organizat la WrestleMania (15:17)
  - Edge a câștigat, reușind să se urce pe o scară și să recupereze diplomatul suspendat de-asupra ringului.
- Hulk Hogan a avut o apariție surpriză, salvându-l pe Eugene din fața lui Muhammad Hassan și Daivari, ambii foarte furioși din cauză că nu au fost incluși în meciurile din acest pay-per-view.
- The Undertaker l-a învins pe Randy Orton (14:14)
  - Undertaker a învins prin pinfall, după ce i-a aplicat lui Orton un Tombstone Piledriver.
- Trish Stratus a învins-o pe Christy Hemme (însoțită de Lita), păstrându-și centura WWE Women's Championship (4:11)
  - Stratus a câștigat prin pinfall, după ce i-a aplicat lui Hemme un Chick Kick.
- Kurt Angle l-a învins pe Shawn Michaels (27:25)
  - Angle a câștigat prin submission, folosind un Ankle Lock.
- A avut loc o ediție a segmentului Piper's Pit, găzduit de Roddy Piper, în care invitatul a fost Steve Austin.
  - "Rowdy" Roddy Piper a început discuția cu "Stone Cold" Steve Austin, iar în ring și-a făcut apariția Carlito, care a început să-i insulte pe cei doi. În consecință, Austin i-a aplicat lui Carlito un Stone Cold Stunner iar Piper l-a aruncat din ring. Steve Austin și Rody Piper au sărbătorit cu câte o doză de bere, dar în final Austin i-a aplicat și lui Piper un Stone Cold Stunner.
- Akebono l-a învins pe The Big Show într-un meci de Sumo (1:02)
  - Akebono a câștigat, aruncându-l pe Big Show din ring.

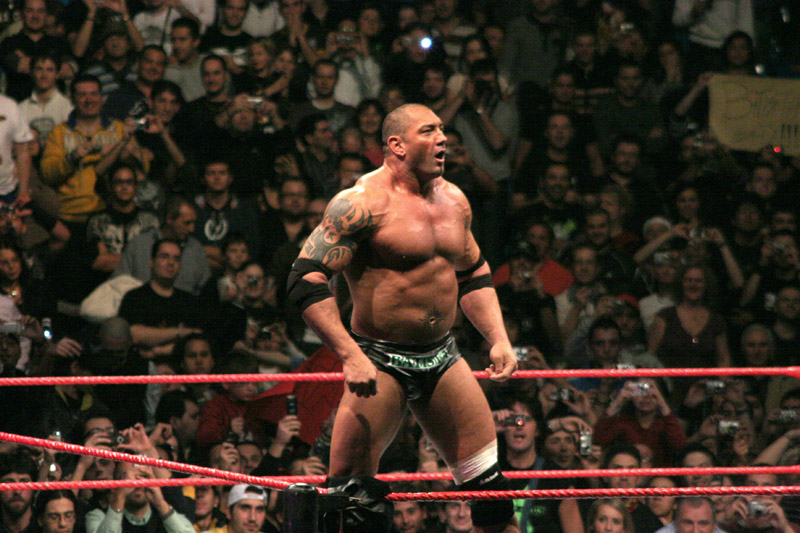
Batista, câştigător al centurii World Heavyweight Championship

- John Cena l-a învins pe John "Bradshaw" Layfield, devenind noul campion WWE (11:26)
  - Cena a câștigat prin pinfall, după ce i-a aplicat lui JBL un FU.
  - În timpul intrării în ring a lui JBL, în întreaga arenă au căzut bancnote de 100$ cu fața lui JBL.
- "Mean" Gene Okerlund a prezentat wrestlerii introduși în WWE Hall of Fame în anul 2005: 
  - "The Mouth of the South" Jimmy Hart, "Mr. Wonderful" Paul Orndorff, The Iron Sheik, "Cowboy" Bob Orton, Nikolai Volkoff, "Rowdy" Roddy Piper și Hulk Hogan.
- Batista l-a învins pe Triple H (însoțit de Ric Flair), devenind noul campion World Heavyweight (21:34)
  - Batista a câștigat prin pinfall, după ce i-a aplicat lui Triple H o Batista Bomb.
  - Motörhead a interpretat live melodia de intrare a lui Triple H, "The Game".

## Alți participanți

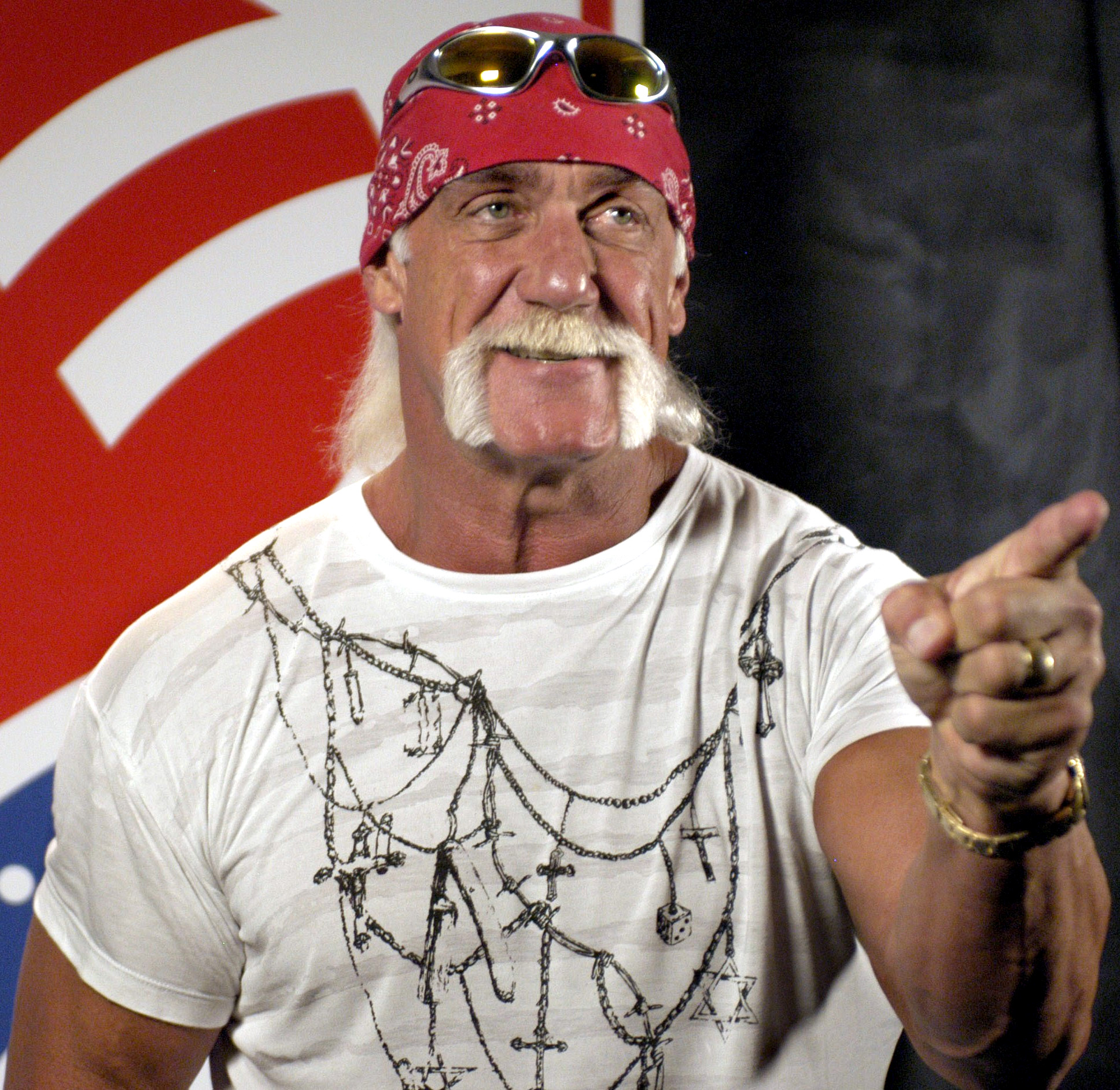
Hulk Hogan, apariţia-surpriză de la WrestleMania 21

| Comentatori - Michael Cole - SmackDown! - Jerry "The King" Lawler - RAW - Jim Ross - RAW - Tazz - SmackDown! Comentatori - Carlos Cabrera - Hugo Savinovich Ring announcer - Tony Chimel - SmackDown! - Howard Finkel - RAW | Arbitrii - Mike Chioda - RAW - Jack Doan - RAW - Jim Korderas - SmackDown! - Brian Hebner - SmackDown! - Earl Hebner - RAW - Chad Patton - RAW - Nick Patrick - SmackDown! |

## Promovare
În concordanță cu tema evenimentului, WrestleMania 21 a fost promovat printr-o serie de clipuri cu wrestleri care parodiau diferite filme din cinematografia modernă. Astfel, au fost realizate parodii după:
- Forrest Gump, cu Eugene în rolul lui Tom Hanks și William Regal într-un rol secundar.
- Braveheart, cu Triple H în rolul lui Mel Gibson și Ric Flair într-un rol secundar.
- Basic Instinct, cu Stacy Keibler în rolul lui Sharon Stone și Chris Benoit, Chris Jericho și Christian în rolul procurorilor, The Fabulous Moolah și Mae Young apărând în roluri secundare.
- Pulp Fiction, cu Eddie Guererro și Booker T în rolurile lui John Travolta și Samuel L. Jackson.
- A Few Good Men, cu John Cena și John "Bradshaw" Layfield în rolurile lui Tom Cruise și Jack Nicholson, Jonathan Coachman fiind distribuit într-un rol secundar.
- Dirty Harry, cu Undertaker în rolul lui Clint Eastwood.
- When Harry Met Sally..., cu Kurt Angle și Christy Hemme în rolurile lui Billy Crystal și Meg Ryan, cu Linda McMahon într-un rol secundar.
- Taxi Driver, Heidenreich, Batista, Shawn Michaels, Rey Mysterio, Shelton Benjamin, Doug Basham, Danny Basham, The Big Show, Candice Michelle, Carlito Caribbean Cool, Tajiri, Orlando Jordan, Joy Giovanni, Gene Snitsky, Paul London, Tazz, Chavo Guerrero, Hardcore Holly, Molly Holly și Michael Cole interpretând celebra replică a lui Robert DeNiro - "You talkin' to me?"
- Gladiator, cu Stone Cold Steve Austin în rolul lui Russel Crowe.

## De reținut
- La începutul spectacolului, imnul "America the Beautiful" a fost interpretat de Lilian Garcia
- Aceasta este prima ediție WrestleMania în care a fost "încoronat" atât un nou campion WWE cât și un nou campion mondial Heavyweight în meciuri single.
- A fost a patra ediție WrestleMania la care Triple H și-a făcut intrarea în ring cu melodia de intrare interpretată live de către o trupă - la WrestleMania XIV a cântat trupa DX Band, la WrestleMania X-Seven formația Motörhead, iar la WrestleMania X8 trupa Drowning Pool.
- La WrestleMania 21 a avut loc primul meci de tipul Money in the Bank din istoria WWE.
- După WrestleMania 2 și WrestleMania 13, aceasta este cea de-a treia ediție în numerotarea căreia se folosesc cifrele romane.
- WrestleMania 21, împreună cu ediția precedentă și cu WrestleMania 22 s-au desfășurat în cele trei orașe în care a avut loc simultan WrestleMania 2 (New York, Chicago și Los Angeles).